# Housetrucker

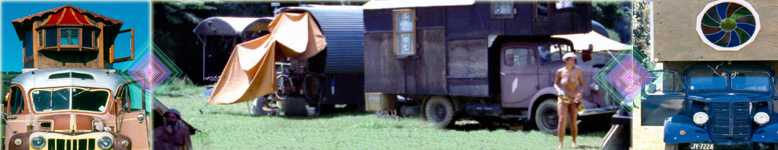
Housetrucks no festival de Nambassa em 1981

Housetruckers são indivíduos, famílias e grupos que convertem caminhões e ônibus escolares antigos em casas móveis e vivem neles, preferindo um estilo de vida desapegado e transiente ao estilo mais convencional de habitação, fixado num só lugar. Estes veículos começaram a aparecer na Nova Zelândia em meados da década de 1970 e, mesmo que haja menos deles hoje, eles continuam a viajar pelas estradas da Nova Zelândia.
Hoje em dia, esses nômades hippies são encontrados viajando de forma independente ou em comboios de cidade em cidade, vivendo de pequenas indústrias e atividades produtivas caseiras, tais como artesanato, ou na sequência das várias temporadas de colheita enquanto elas ocorrem em todo o país. Outros são "housetruckers"  de tempo parcial, que usam suas habilidades artesanais somente quando estão na estrada. Alguns veículos mais antigos, que já não mais funcionam, são levantados em blocos e e passam a ser usados como moradias fixas permanentes ou cômodos extras em propriedades particulares em parques de caravanas.

## Galeria

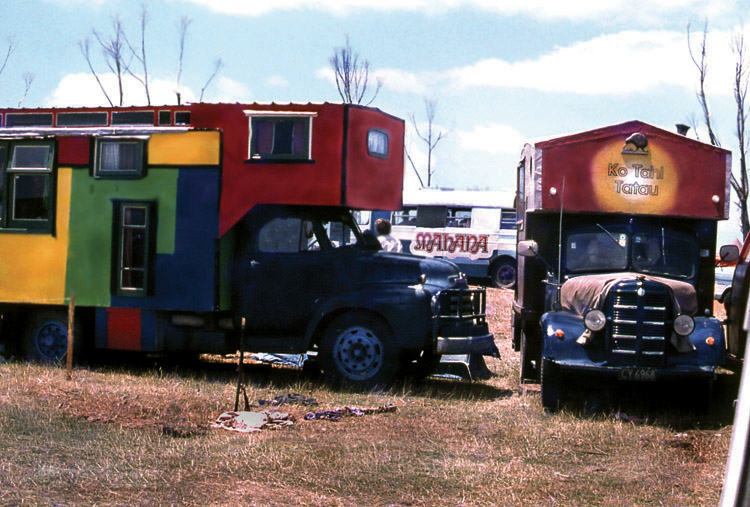
"Mahana Roadshow" em Nambassa (1979).
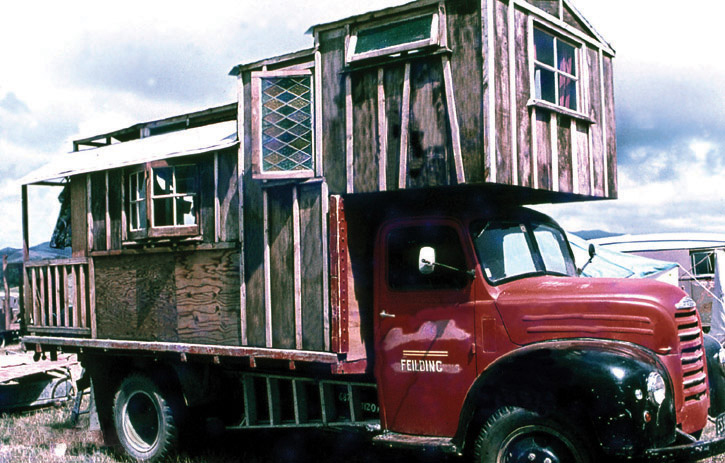
Uma casa móvel mais antiga no festival de Nambassa (1978).
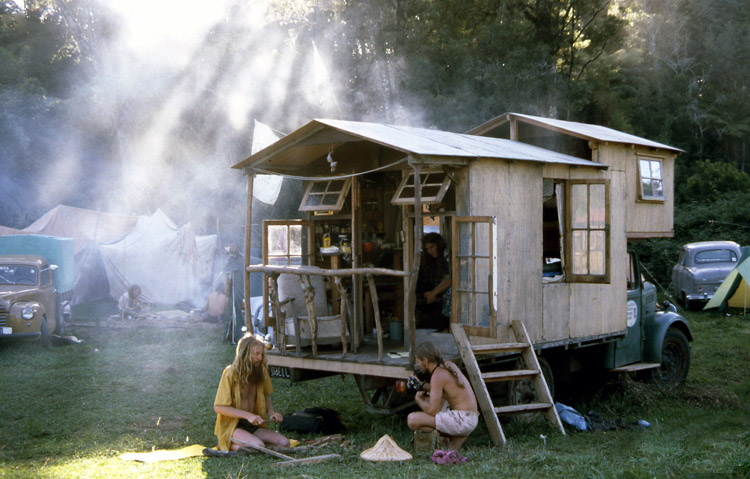
Casa móvel no festival de Nambassa em 1981.
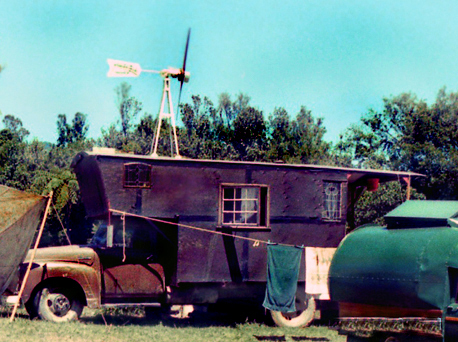
Casa móvel com tecnologia caseira de geração de energia eólica
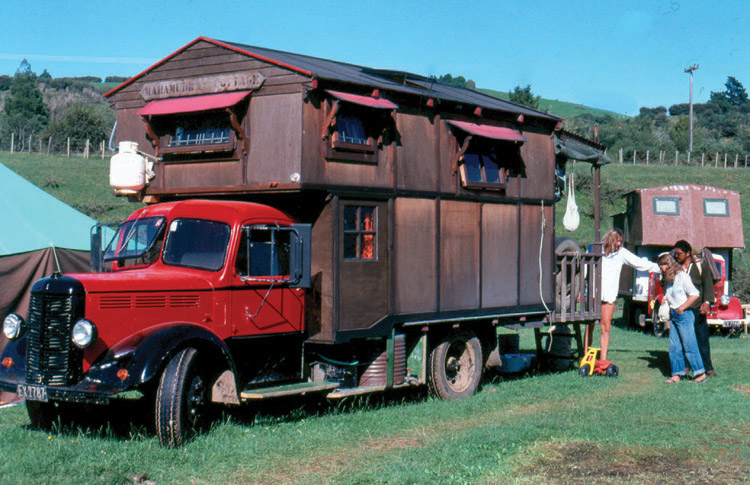
Festival de Nambassa em 1981